# Piper PA-6
O Piper PA-6 Skysedan é uma aeronave monomotor asa baixa de quatro lugares produzido pela Piper Aircraft nos anos 40.

## História
Ao fim de 1944, a Piper anunciou os modelos de aeronaves que pretendia construir no pós-guerra. Uma dessas aeronaves era o PWA-6 Skysedan (Post War Airplane 6, Aeronave Pós Guerra 6). Um protótipo foi construído em 1945, como uma evolução do PT-1, um protótipo de aeronave de treinamento da Piper. Na época de seu primeiro vôo, a aeronave foi designada como PA-6 Skysedan. Uma segunda aeronave foi produzida em 1947. Nenhuma das versões foi posta em produção a tempo de aproveitar o curto boom da aviação geral no pós guerra.

## Descrição
A aeronave tem fuselagem construída em uma estrutura tubular de metal entelada, com uma cabine de quatro assentos. Ela é um monoplano de asas baixas, com empenagem convencional e trem de pouso convencional retrátil. Originalmente, a aeronave contaria com um motor Franklin de 140 hp, porém, o protótipo foi equipado com um motor Continental E-165, de 165 hp. O segundo protótipo foi construído em metal, com um motor Continental E-185, de 205 hp e um para-brisas em uma única peça.

## Especificações (PA-6)
Dados de: Jane's all the World's Aircraft 1947 
Descrições gerais
- Tripulação: 1 piloto
- Capacidade: 3 passageiros
- Comprimento: 7,93 m (26 ft)
- Envergadura: 10,56 m (35 ft)
- Altura: 2,13 m (7,0 ft)
- Peso vazio: 617 kg (1 360 lb)
- Peso bruto (carregado): 1 089 kg (2 400 lb)

Motorização
- Número de motores: 1x
- Tipo do motor: Continental E-165, seis cilindros opostos, refrigerado a ar  165 hp (123 kW)
- Descrição do propulsor/hélice: Hélice bipá Sensenich, passo fixo

Performance
- Velocidade máxima: 260 km/h (162 mph)
- Velocidade de cruzeiro (km/h): 240 km/h (149 mph)
- Alcance: 1 000 km (621 mi)
- Consumo (kg/km): 0.469 kg/km

## Bibilografia
- Peperell, Roger W; Smith, Colin M. (1987). Piper Aircraft and their forerunners. Tonbridge, Kent, Inglaterra: Air-Britain. ISBN 0-85130-149-5.